# Aemilia ambigua
Aemilia ambigua là một loài bướm đêm thuộc phân họ Arctiinae, họ Erebidae.